# Bibliothèques municipales de la ville de Paris

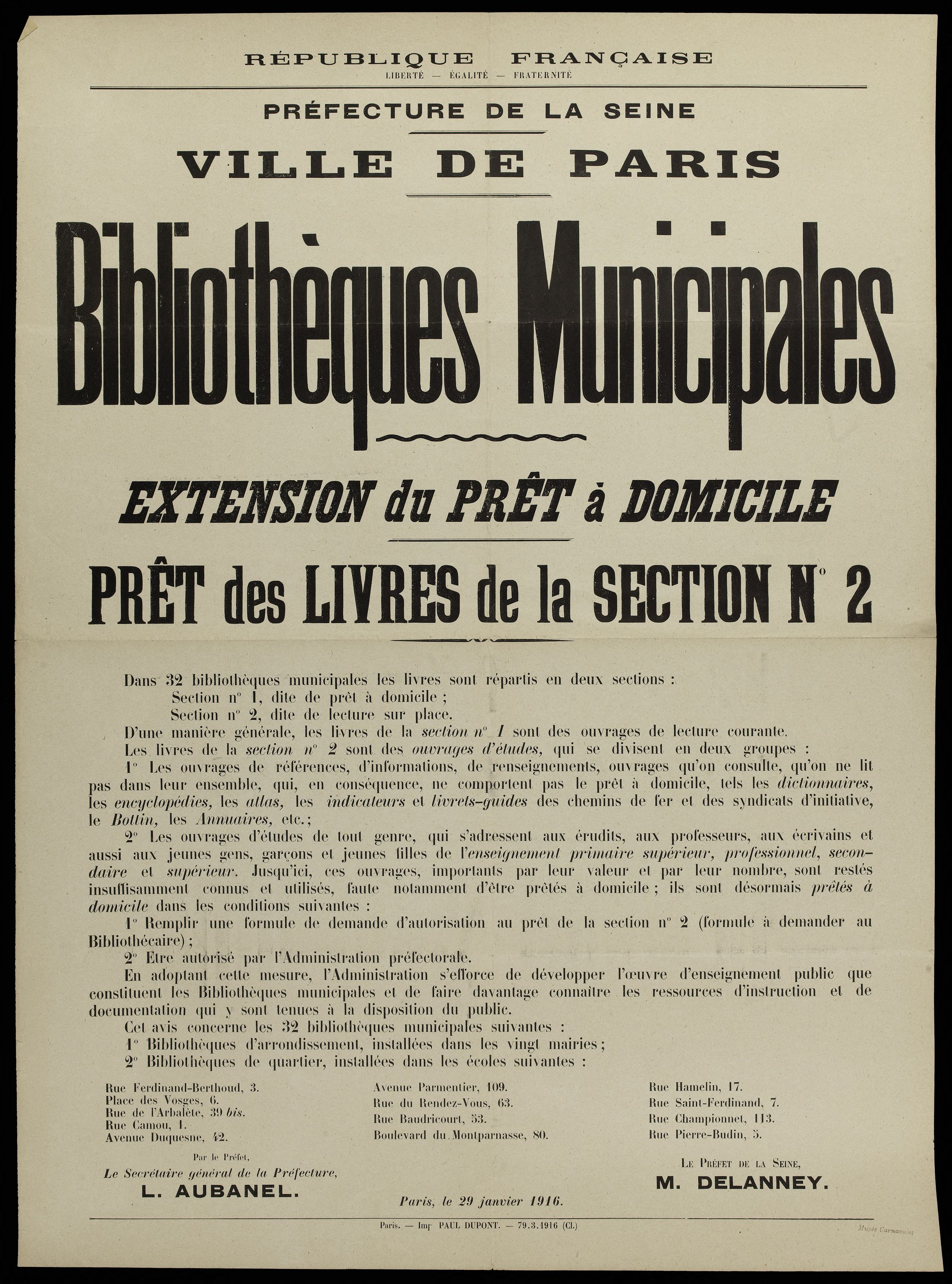
En 1916, les bibliothèques municipales de la ville de Paris étaient au nombre de 32.

Les bibliothèques municipales de la ville de Paris sont un réseau de bibliothèques municipales regroupant 57 bibliothèques de prêt et quinze bibliothèques spécialisées, réparties à travers les arrondissements de Paris. Elles sont ouvertes pour la plupart du mardi au samedi ; cependant, sept bibliothèques de prêt ouvrent le dimanche et deux bibliothèques patrimoniales (la bibliothèque historique de la ville de Paris et la bibliothèque de l'hôtel de ville de Paris) ouvrent le lundi.
Elles ont accueilli plus de cinq millions de visiteurs en 2019 et rassemblent environ 3 600 000 documents ainsi que de nombreuses ressources.

## Histoire récente
Les années 1970 et 1980 furent marquées par des ouvertures de bibliothèques structurantes et relativement importantes en superficie, concentrées sur la rive gauche : bibliothèque Buffon ouverte dans le 5e en 1972, Beaugrenelle dans le 15e en 1974 (renommée depuis Andrée-Chedid), Malraux dans le 6e en 1983, Mouffetard dans le 5e en 1984 (renommée depuis Mohammed-Arkoun), médiathèque Jean-Pierre-Melville dans le 13e en 1989. Dans des quartiers plus excentrés, les créations de bibliothèques de superficie égale ou supérieure à 1 000 m2 sont moins nombreuses : bibliothèque Clignancourt dans le 18e en 1967 (renommée depuis Robert-Sabatier), Picpus dans le 12e en 1975 (renommée Hélène-Berr après agrandissement), Trocadéro dans le 16e en 1976 (renommée depuis Germaine-Tillion) et François-Villon dans le 10e en 1985.
Le schéma directeur d'implantation de 1975 élaboré par Guy Baudin, alors chef du Bureau des bibliothèques, prévoyait l'ouverture de 56 bibliothèques (13 grandes bibliothèques d'au minimum 1 500 m2, 30 bibliothèques moyennes d'au minimum 600 m2 et 13 bibliothèques jeunesse d'au minimum 300 m2) mais il n'a été que partiellement réalisé dans les années 1980, tant en nombre d'ouverture qu'en superficies normatives.
Les années 1990 furent assez pauvres en ouvertures. Il faut attendre les années 2000 et 2010 pour une nouvelle vague de créations : bibliothèque du cinéma François-Truffaut et médiathèque de la Canopée la fontaine dans le 1er arrondissement, médiathèques Marguerite-Yourcenar dans le 15e, Marguerite-Duras dans le 20e et Françoise Sagan dans le 10e, bibliothèques Marguerite-Audoux dans le 3e, Louise-Michel dans le 20e, Václav-Havel et Jacqueline-de-Romilly dans le 18e. Depuis 2001, 24 bibliothèques ont été totalement rénovées, restructurées (bibliothèque Forney et bibliothèque historique de la ville de Paris) ou agrandies (médiathèque Hélène Berr dans le 12e, bibliothèques Charlotte-Delbo dans le 2e et Claude-Lévi-Strauss dans le 19e). Enfin, en 2016 et 2018 ouvrent deux nouvelles bibliothèques : la médiathèque de la Canopée en 2016 dans le nouveau centre du Forum des Halles et en 2018 la bibliothèque Assia Djebar dans le 20e.
Si les quartiers populaires ont été souvent privilégiés, c'est que l’installation d'une médiathèque a pu apparaître aux yeux des acteurs locaux comme particulièrement structurante pour un territoire.

## Bibliothèques de prêt

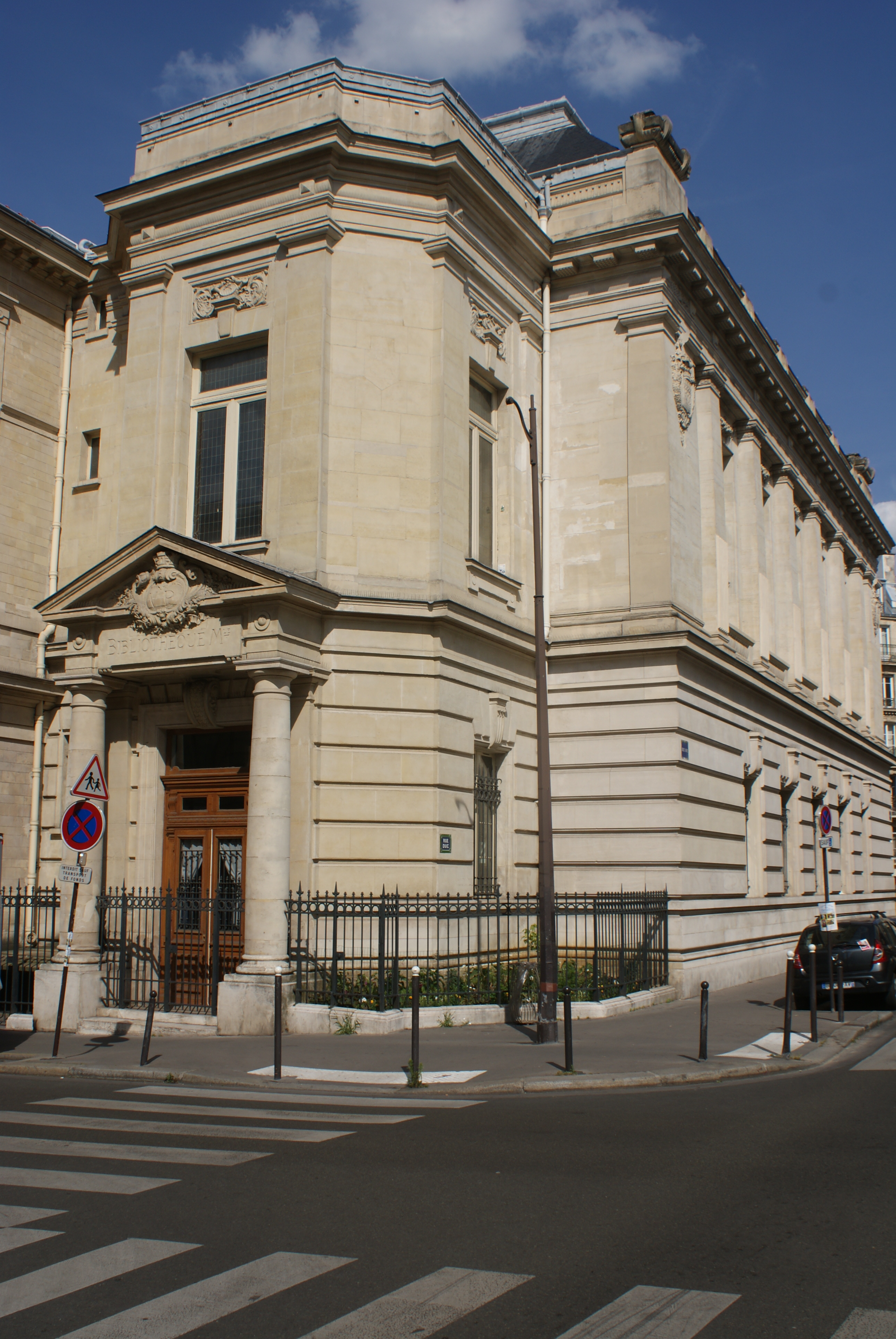
Entrée de la bibliothèque municipale du 18e arrondissement en 2019.

16 médiathèques proposent des collections et des services très diversifiés : documents pour les adultes, les familles, les enfants (des tout-petits à 14 ans), musique, vidéo et espaces multimédias.
25 bibliothèques moyennes comprennent des ressources pour adultes et enfants, ou, pour deux d’entre elles, jeunesse et musique.
7 petits établissements souvent installés dans les mairies privilégient les services pour adultes et les collections d’imprimés.
10 bibliothèques pour la jeunesse, dont les espaces, les mobiliers et les collections sont spécialement organisés pour l’accueil des différents âges de l’enfance et de l’adolescence. Elles offrent aussi aux parents, une petite sélection de romans et documentaires d’actualité. On peut citer par exemple la bibliothèque Hergé dans le 19e arrondissement.
Ces établissements peuvent présenter des fonds thématiques : Cultures urbaines, cultures numériques (Canopée, 1er), littératures érotiques (Charlotte Delbo, 2e) Judaïca, histoire ouvrière, poésie (Marguerite Audoux, 3e), marché de l’art (Drouot, 9e), informatique (François Villon, 10e), psychologie et littérature italienne (Italie, 13e), langues asiatiques (Jean-Pierre Melville, 13e), écologie et développement durable (Marguerite Yourcenar, 15e), photographie (Edmond Rostand, 17e) jeux vidéo (Václav Havel, 18e),  Afrique noire, monde arabe (Couronnes, 20e), théâtre contemporain (Oscar Wilde, 20e), arts, fanzines, découverte de l’Est parisien (Marguerite Duras, 20e)…
A ces documents s’ajoutent des grainothèques dans 5 bibliothèques : Canopée (1er), Marguerite Audoux (3e), Marguerite Yourcenar (15e), Vaclav Havel (18e) et Louise Michel (20e). Elles permettent de s’échanger des graines de plantes à fleur ou potagères entre particuliers.
En outre, la Réserve centrale des bibliothèques compte environ 233 000 documents. L’ensemble des documents de la Réserve peuvent être réservés et livrés dans la bibliothèque de son choix moyennant un léger délai.
7 bibliothèques ont développé des projets spécifiques sur l’accessibilité : pôles « Lire autrement » à Marguerite Yourcenar (15e) et Marguerite Duras (20e) pour les déficients visuels ; pôle Sourds à Fessart, André Malraux, la Canopée, Louise Walser-Gaillard (ex-Chaptal), Saint-Eloi pour les Sourds.

## Bibliothèques patrimoniales
Les bibliothèques spécialisées et patrimoniales sont ouvertes à tous.
Elles proposent des collections totalisant environ 6 500 000 documents parfois rares ou originaux, consultables sur place ou, en partie, à distance via le catalogue en ligne.
Certaines comme la bibliothèque Forney ou la  bibliothèque historique de la ville de Paris se distinguent par leur cadre architectural.
Parmi les bibliothèques spécialisées, on compte :
- la bibliothèque de la Maison de Balzac ;
- la bibliothèque du tourisme et des voyages ;
- la bibliothèque de l'hôtel de ville de Paris (BHdV) : créée pour les besoins de l’administration parisienne en 1872 et ouverte au public dès 1890, située au quatrième étage de l'hôtel de ville de Paris, elle conserve des manuscrits datant des XIXe et XXe siècles sur l'histoire de l'administration parisienne, des papiers d'hommes politiques et d'administrateurs, des manuscrits juridiques, etc. Elle a bénéficié d'importants travaux  de rénovation d'avril 2007 à septembre 2010 ;
- la bibliothèque du cinéma François-Truffaut : au cœur du forum des Halles, elle offre une vaste collection de DVD en prêt et la consultation d'archives remarquables de Jean Gruault ;
- la bibliothèque des littératures policières (BiLiPo) : située dans le 5e arrondissement, elle rassemble une collection de renommée internationale sur le polar[8] ;
- la bibliothèque Forney : consacrée aux arts décoratifs et aux métiers d'art, aux beaux-arts, aux arts graphiques, sans oublier la mode, la publicité et le design, elle est installée dans hôtel des archevêques de Sens datant du XVe siècle ;
- la bibliothèque historique de la ville de Paris : rouverte en décembre 2017 et consacrée à l’histoire de Paris, installée dans l'hôtel d'Angoulême Lamoignon (4e), ses pièces les plus précieuses sont les feuilles littéraires du XVIIIe siècle, une partie de la correspondance de Voltaire, les carnets de Flaubert et son manuscrit de l'Éducation sentimentale, les fonds de l'association des régisseurs de théâtre, des manuscrits de Jules Michelet, les relevés de fouilles effectuées au XIXe siècle par Théodore Vacquer lors des grands travaux de Paris ;
- le centre de documentation du musée du Général Leclerc de Hauteclocque et de la Libération de Paris - musée Jean-Moulin ;
- le centre de documentation sur les métiers du livre (CDML) ;
- la bibliothèque de la Maison de Victor Hugo ;
- la bibliothèque des Archives de Paris ;
- L'Heure joyeuse dont le fonds ancien regroupe des collections rares et précieuses destinées à la jeunesse et complète les collections de la médiathèque Françoise Sagan (10e) ;
- la bibliothèque Marguerite-Durand (BMD) : située dans les locaux de la médiathèque Jean-Pierre Melville (13e), est consacrée à l’histoire des femmes et du féminisme ;
- la médiathèque musicale de Paris (MMP) : au Forum des Halles propose une offre de prêt unique en matière musicale, un centre de documentation et une large collection d’archives sonores. Elle s’est enrichie début 2013 des collections de la bibliothèque centrale des conservatoires (répertoires instrumentaux, dictionnaires, encyclopédies, typologies de partitions dans tous les genres musicaux) ;
- la bibliothèque de l'école Du Breuil.

## Bibliothèque numérique
Depuis le 13 octobre 2015, le réseau permet aux membres enregistrés d'emprunter en ligne, sur un site dédié, des livres numériques. À l'origine fixée à 3 livres par mois, sans dépasser 2 livres simultanément, la règle permet en 2016 d'en emprunter jusqu'à 4 par mois calendaire, au plus 3 simultanément, pour une durée maximale de 31 jours. Le contrôle s'effectue au moyen de programmes de gestion des droits numériques.
Outre les ouvrages classiques tombés dans le domaine public, le catalogue de la bibliothèque numérique couvre également des publications récentes.